# Un jour d'été (album)
Pour les articles homonymes, voir Un jour d'été.
Albums de Amel Bent
À 20 ans
(2007)
Singles
1. Ma philosophie
Sortie : 29 novembre 2004
2. Le Droit à l'erreur
Sortie : 25 avril 2005
3. Ne retiens pas tes larmes
Sortie : 14 octobre 2005
4. Eye of the Tiger
Sortie : 2006

Un jour d’été est le premier album de la chanteuse française Amel Bent sorti le 30 novembre 2004. 
Cet album est nommé pour les Victoires de la musique en 2006 dans la catégorie « Album révélation de l'année ».

## Liste des titres
1. Je suis
2. Ma philosophie
3. Le Temps passe
4. Le Droit à l'erreur
5. Mes racines
6. Ne retiens pas tes larmes
7. Pardonnez-moi
8. J'attends
9. Quand elle chante
10. Auprès des miens
11. Partis trop tôt
12. Je me sens vivre
13. Ne retiens pas tes larmes (version piano/voix)
14. Eye of the Tiger (réédition album)

## Classements
| Pays              | Meilleure position | Semaines classées |
| ----------------- | ------------------ | ----------------- |
| France            | 3                  | 97                |
| Belgique Wallonie | 12                 | 71                |
| Suisse            | 39                 | 22                |